# Прочко, Игнатий Степанович
Прочко Игнатий Степанович (27 января 1903 — 5 апреля 1971) — советский военный деятель, генерал-лейтенант артиллерии (02.03.1944), член-корреспондент Академии артиллерийских наук (14.04.1947), кандидат военных наук (1940).

## Биография
Родился 14 (27) января 1903 года в селе Новоспасовка Мариупольского уезда Екатеринославской губернии (ныне — село Осипенко Запорожской области, Украина).
С 1917 года работал в хозяйстве отца в селе Новоспасовка.
С августа 1924 года — заместитель председателя Новоспасовского сельсовета Бердянского уезда Екатеринославской губернии.
В Красной армии с ноября 1925 года в 9-м конном артиллерийском дивизионе Украинского военного округа: красноармеец; с января 1926 года — курсант учебной батареи; с октября 1926 года — старшина батареи.
В 1926 году окончил полковую школу младшего командного состава.
С октября 1928 года — секретарь бюро ВЛКСМ дивизиона; с октября 1929 года — политрук батареи.
В 1930 году сдал экстерном экзамены за нормальную артиллерийскую школу при Киевской артиллерийской школе.
В марте-мае 1931 года — слушатель Ленинградских артиллерийских курсов усовершенствования командного состава связи.
С мая 1931 года — начальник связи 9-го конного артиллерийского дивизиона Украинского военного округа.
С октября 1931 года — начальник связи 9-го конного артиллерийского полка 9-й Крымской дивизии Украинского военного округа.
С декабря 1933 года по 1938 год — слушатель Артиллерийской академии имени Ф. Э. Дзержинского.
С июня 1938 года — военный комиссар командного факультета Артиллерийской академии имени Ф. Э. Дзержинского.
В 1939 году было присвоено учёное звание доцента.
В феврале-апреле 1940 года — военный комиссар артиллерийского управления 15-й армии. Участник советско-финской войны.
С апреля 1940 года — военный комиссар управления артиллерийского снабжения Архангельского военного округа.
С июля 1940 года — военный комиссар, а с августа 1940 года — заместитель начальника командного факультета Артиллерийской академии имени Ф. Э. Дзержинского по политической части.
В 1940 году присвоена учёная степень кандидата военных наук на основании защиты диссертации на тему «Краткий очерк развития и боевого применения артиллерии».
С июля 1941 года — военный комиссар Главного управления начальника артиллерии Красной армии.
С октября 1942 года — заместитель командующего артиллерией Красной армии по политической части.
С 6 декабря 1942 года — генерал-майор артиллерии.
С апреля 1943 года — член Военного совета при командующем артиллерией Красной армии.
С 2 марта 1944 года — генерал-лейтенант артиллерии.
18 ноября 1944 года награждён орденом Кутузова I степени.
С июня 1946 года — заместитель командующего артиллерией по политической части, член военного совета артиллерии Резерва Верховного Главного Командования.
Постановлением Совета министров СССР № 1538-685 от 10 июля 1946 года была учреждена Академия артиллерийских наук. Согласно этому постановлению Прочко вошёл в состав оргбюро по организации Академии, а 14 апреля 1947 года — избран членом-корреспондентом ААН по отделению № 7 (отделение истории артиллерии).
С июня 1950 года — в Артиллерийской академии имени Ф. Э. Дзержинского: заместитель начальника кафедры оперативно-тактической подготовки; с сентября 1951 года — начальник факультета реактивного (ракетного) вооружения; с ноября 1953 года — начальник баллистического факультета.
С апреля 1956 года — помощник председателя Артиллерийского комитета по полигонам и научно-исследовательским институтам Главного артиллерийского управления.
Игнатий Степанович курировал работы по организации испытаний и пусков баллистических ракет, а также артиллерийских стрельб на полигонах
Министерства обороны СССР.
С февраля 1957 года — в запасе по болезни.
Являлся депутатом Верховного совета РСФСР 2-го созыва от Курской области.
Скончался 5 апреля 1971 года.
Похоронен в Москве, на Ваганьковском кладбище (уч. № 2).

## Награды
Советские:
- два ордена Ленина (17.11.1945, 17.05.1951)
- три ордена Красного Знамени (16.05.1944, 06.11.1945, 30.12.1956)
- орден Кутузова 1-й степени  (18.11.1944)
- два ордена Красной Звезды (08.10.1942, 03.11.1944)
- орден «Знак Почёта»(22.02.1938)
- медали СССР

Иностранные:
- Орден «Крест Грюнвальда» I степени ПНР, (1945)

## Написанные книги
Автор более 20-ти книг и брошюр по вопросам артиллерийской тактики и истории артиллерии: «Артиллерия — бог войны» (1943), «Артиллерия в боях за Родину» (М.: Воениздат, 1957), «История развития артиллерии. С древнейших времён до конца XIX века» (М. Военное издательство Министерства обороны СССР, 1957). Писал много мемуаров и статей для журнала Огонёк.

## Семейное положение
Жена — Ростовская Клавдия Ивановна (1911—1968). Дети: Прочко Виолетта Игнатьевна (1936—2009) и Прочко Евгений Игнатьевич (1938—2009). В годы войны семья взяла на воспитание осиротевшую девочку-подростка.